# Storsjöodjuret

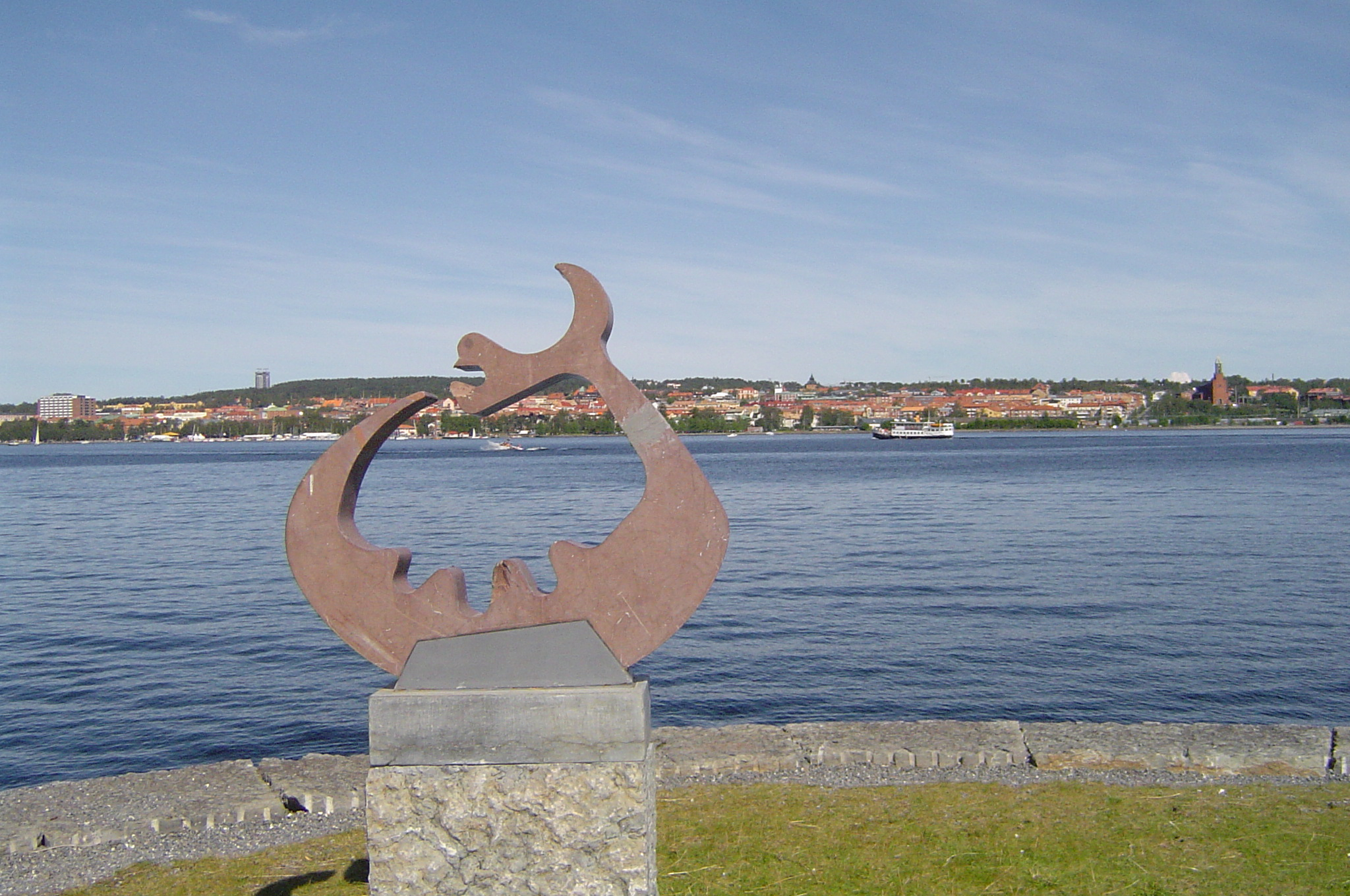
Storsjöodjur (Östersund i bakgrunden) formgivet av Einar Hagnestad.

Storsjöodjuret är ett fenomen i folktro i Storsjön i centrala Jämtland. Det har studerats inom folkminnesforskning, och inom det pseudovetenskapliga ämnesområdet kryptozoologi.

## Historia
Odjuret omnämndes i skrift första gången år 1635 i sägnen om trollen Jata och Kata, nedtecknad av kyrkoherden Mogens Pedersen. Här associeras odjuret med Frösö runsten, som liksom många andra runstenar visar en runorm med drakslingor.  
| ” | För länge, länge sedan stod två troll, Jata och Kata, på Storsjöns strand och kokade något i var sin kittel. De kokade och spädde, dagar, veckor och år. De visste inte vad som skulle bli av brygden utan undrade mycket. En afton hördes ett underligt läte ur den enas kittel. Det kved, stönade och skrek och sedan kom en stark knall. Ett underligt djur med svart ormkropp och katthuvud hoppade ur kitteln och försvann i sjön. Odjuret trivdes i sjön, växte oerhört och väckte fasa bland människor då det visade sig. Till sist nådde det runt Frösön och kunde bita sig själv i svansen. Ketil Runske band det väldiga odjuret med en stark trollformel, vilken inhöggs i en sten, som restes på Frösön. Ormen avbildades på stenen. Så skall trollet ligga bundet ända tills någon kan läsa och förstå inskriften på stenen. | „ |

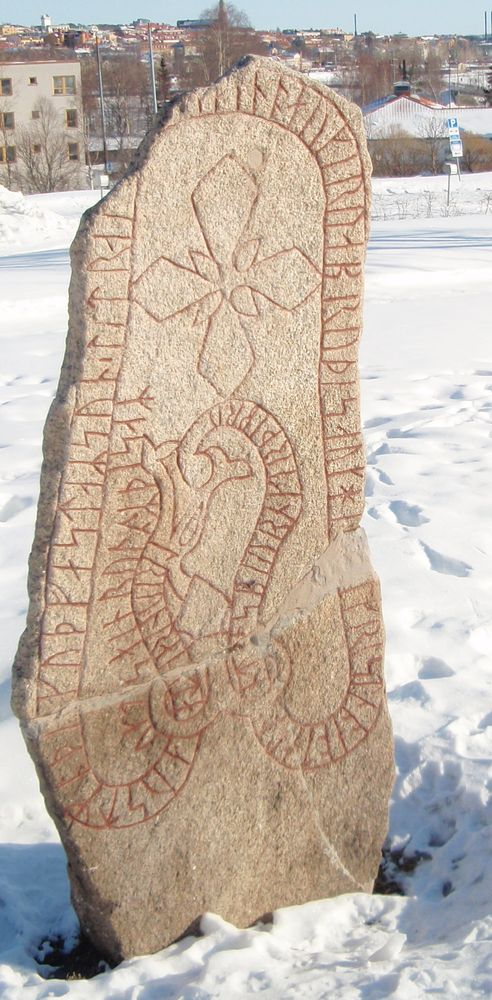
Frösö runsten

Talrika anspråk om observationer av fenomenet har gjorts sedan 1800-talet och framåt, främst under sommaren och särskilt under rötmånaden, mestadels i södra och östra delen av sjön. År 1894 skapades ett särskilt bolag för att fånga odjuret. Kung Oscar II bidrog med pengar till bolaget, och även Östersunds stad var med och satsade kapital till en specialkonstruerad fångstsax som i dag finns att beskåda på Jämtlands läns museum. Denna skulle enligt uppgift agnas med en spädgris, men man fick aldrig något napp.
Storsjöodjuret har blivit en viktig del av den lokala kulturen och har ett värde för turismen i Jämtland, och fenomenet uppmuntras av både regionala myndigheter och näringslivet för att främja regionen som ett turistmål.  
1986 förbjöd länsstyrelsen i Jämtlands län att "döda, skada, fånga levande djur av arten Storsjöodjuret" och att "borttaga eller skada Storsjöodjurets ägg, rom eller bo". 2000 anlades speciella utsiktsplatser runt Storsjön. 2002 ansökte en privatperson om dispens från förbudet mot att plocka Storsjöodjurets ägg, men Miljödomstolen yttrade att länsstyrelsens fridlysningsbeslut stred mot regeringsformens "krav på saklighet", i och med att en "vetenskapligt icke verifierad djurart" fridlysts. I ett beslut från 2005 meddelade JO att myndigheten delade miljödomstolens bedömning, och ansåg att föreskriften om Storsjöodjuret inte kunde tillämpas. Länsstyrelsen valde i början av 2006 att ompröva, och därefter upphäva, beslutet från 1986.
I juni 2008 placerades fyra webbkameror och en värmesökande kamera ut på holmen Nysvehälla i Storsjön, i syfte att upptäcka odjuret. Projektet finansieras av företagarföreningen i Svenstavik, samt av Bergs kommun och EU-medel som länsstyrelsen förfogar över. I augusti 2008 fångades vad som enligt filmteamet sägs vara odjuret på film. Videoklippet visades i media  och lades ut på YouTube.

## Beskrivning
Storsjöodjuret beskrivs oftast som ormliknande, mer än 10 meter långt, och ända upp till en meter brett, med två till tre pucklar efter varandra. Huden beskrivs som glänsande med fjäll, och färgen som gråsvart till grågrön med svarta fläckar. Det har korta ben, med längre bakben, som tycks ha simfenor. Halsen är lång och avslutas med ett litet hundliknande huvud med tydliga öron och stora ögon. Odjuret verkar ibland nyfiket, och följer då efter båtar ute på sjön. Det tycks kunna bli retat om man kommer det för nära, och kan då visa upp ett stort gap med en kluven tunga.[källa behövs]

## Förklaringar
Många förklaringar till odjuret har framkastats under årens lopp. 
En av de vanligaste[källa behövs] är att Storsjöodjuret är en extremt stor mal, Europas näst största sötvattenfisk, där den hittills största uppmätts till fem meter och vägt 300 kg. Malen är en rovfisk, vars största fångade exemplar i Sverige har varit omkring 3,5 meter långt och vägt upp till nästan 200 kg. Normalt är den en bottenfisk, men ibland jagar den närmare ytan och under lektiden i juli-augusti går den in på grundare vatten. Fiskexperter brukar dock avvisa den förklaringen, eftersom ingen mal någonsin har fångats norr om Mälaren, och där har inte arten observerats sedan sekelskiftet 1900. En kryptozoologisk hypotes är att odjuret är en sorts jätteödla, som överlevt i sjön från dinosauriernas tid på jorden.[källa behövs]

## Övrigt
Flera olika böcker med anknytning till Storsjöodjuret har utgivits under årens lopp. Den första var en "faktabok" av Peter Olsson 1899, och den senaste är en kriminalroman av Jonas Moström 2013. En visa om Storsjöodjuret, En grufvelig visa om det förfärliga Storsjöodjuret, publicerades i Jämtlands Tidning år 1899.
Storsjöodjuret finns som titel i ett flertal grammofoninspelningar, och har förekommit i många radio- och tv-program.
År 1960 bildades ett sällskap, Samfundet Storsjöodjurets vänner, med syftet att verka för Storsjöodjurets väl. Samfundet utdelar årligen vid tiden för Storsjöns islossning ett pris till personer och organisationer som under föregående år värnat om odjuret.